# Satomi Suzuki
Satomi Suzuki –en japonés, 鈴木聡美, Suzuki Satomi– (Fukuoka, 29 de enero de 1991) es un deportista japonés que compite en natación, especialista en el estilo braza.
Participó en dos Juegos Olímpicos de Verano, en los años 2012 y 2016, obteniendo en total tres medallas en Londres 2012, plata en 200 m braza y bronce en 100 m braza y 4 × 100 m estilos.
Ganó dos medallas en el Campeonato Pan-Pacífico de Natación, en los años 2010 y 2018.

## Palmarés internacional
| Juegos Olímpicos        | Juegos Olímpicos        | Juegos Olímpicos  | Juegos Olímpicos  |
| Año                     | Lugar                   | Medalla           | Prueba            |
| ----------------------- | ----------------------- | ----------------- | ----------------- |
| 2012                    | Londres (Reino Unido)   | Medalla de plata  | 200 m braza       |
| 2012                    | Londres (Reino Unido)   | Medalla de bronce | 100 m braza       |
| 2012                    | Londres (Reino Unido)   | Medalla de bronce | 4 x 100 m estilos |
| Campeonato Pan-Pacífico |                         |                   |                   |
| Año                     | Lugar                   | Medalla           | Prueba            |
| 2010                    | Irvine (Estados Unidos) | Medalla de bronce | 4 × 100 m estilos |
| 2018                    | Tokio (Japón)           | Medalla de bronce | 200 m braza       |